# Rail Melikov
Rail Melikov (en azéri : Rail Məlikov), né le 18 décembre 1985 à Bakou, est un footballeur azerbaïdjanais.

## Biographie

### Carrière de joueur
Il commence à jouer au football professionnel en 2004 avec une équipe de Bakou, le FK Bakou. Il joue pour cette équipe jusqu'en 2007 où il rejoint le Neftchi Bakou, club où il joue entre 2007 et 2012.

## Palmarès
- Avec le FK Bakou
  - Champion d'Azerbaïdjan en 2006
  - Vainqueur de la Coupe d'Azerbaïdjan en 2005

- Avec le Neftchi Bakou
  - Champion d'Azerbaïdjan en 2011 et 2012